# Epsom
Epsom is een plaats in het bestuurlijke gebied Epsom and Ewell, in het Engelse graafschap Surrey. De plaats telt 31.489 inwoners (2011).
Epsom is in het stedelijk gebied van Londen, maar het ligt niet in de bestuurlijke regio Groot-Londen.
Epsom is bekend van de Epsom Derby, een prestigieuze paardenrace en genoemd naar de graaf van Derby.

## Geboren in Epsom
- Frederick Calvert (1731-1771), edelman
- Spencer Gore (1878-1914), kunstschilder
- Arthur Wheeler (1916-2001), motorcoureur
- Lawrence Stone (1919-1999), historicus
- Norman F. Dixon (1922-2013), psycholoog
- Brian Gubby (1934), Formule 1-coureur
- Glyn Johns (1942), geluidstechnicus en producer
- Martin Parr (1952), documentairefotograaf, fotojournalist en verzamelaar
- Andy Ward (1952), slagwerker
- Andy Johns (1952-2013), geluidstechnicus en muziekproducer
- Alex Kingston (1963), actrice
- Julia Ormond (1965), actrice
- Simon Starling (1967), beeldhouwer en conceptuele kunstenaar
- Mel Giedroyc (1968), presentatrice, actrice en komiek
- Warwick Davis (1970), acteur
- Paul Nilbrink (1971), golfprofessional
- Lorna Woodroffe (1976), tennisspeelster
- Bryn Halliwell (1980), voetballer
- Tom Felton (1987), acteur en musicus
- Fleur East (1987), zangeres
- Andrew Koji (1987), acteur, vechtkunstenaar en filmmaker
- Tyger Drew-Honey (1996), acteur en presentator
- Renny Smith (1996), voetballer
- Conor Gallagher (2000), voetballer

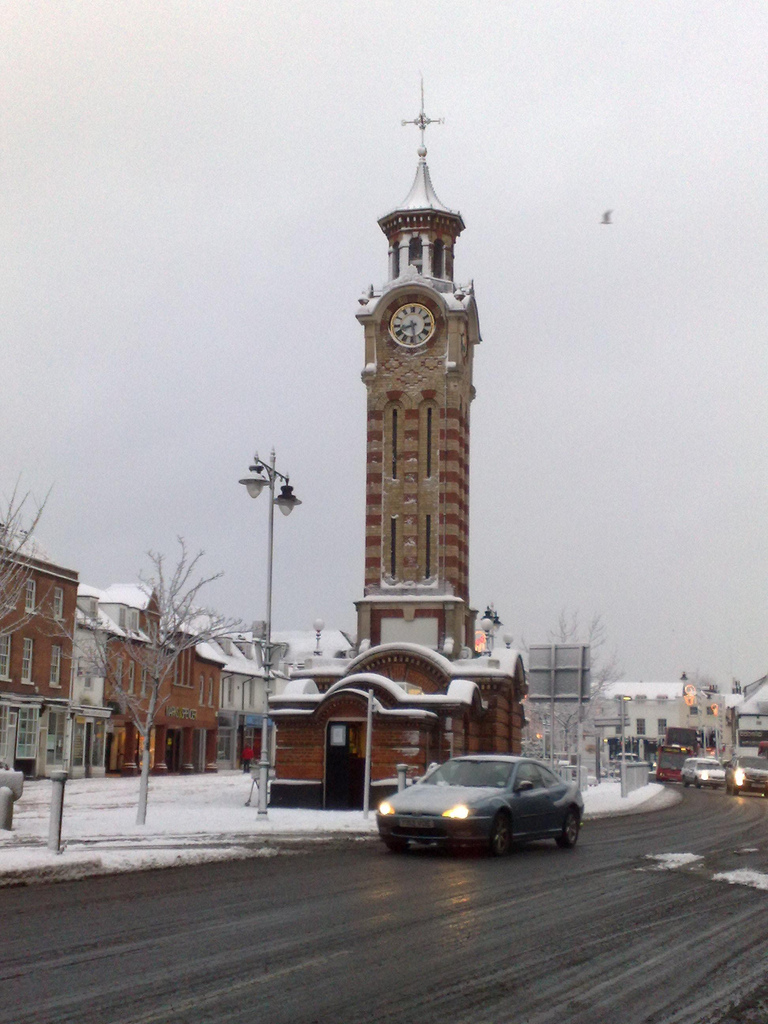
Kloktoren

- Bobby Clark (2005), voetballer